# Франжи
Франжи (фр. Frangy) је насељено место у Француској у региону Рона-Алпи, у департману Горња Савоја.
По подацима из 2011. године у општини је живело 1916 становника, а густина насељености је износила 197,73 становника/km².

## Демографија
| 1962. | 1968. | 1975. | 1982. | 1990. | 2011. |
| ----- | ----- | ----- | ----- | ----- | ----- |
| 1.085 | 1.014 | 1.102 | 1.333 | 1.521 | 1.916 |